# Ленский, Анатолий Васильевич
Анатолий Васильевич Ленский (10 ноября 1938, Моздок, Северная Осетия — 22 декабря 1998, Туркменбаши) — советский и российский журналист.

## Биография
Родился в Моздоке (Северная Осетия). В 1943 году потерял на фронте отца и вместе с братом Виктором и сестрой Зоей был определён в Гундоровский детский дом (станица Гундоровская, ныне город Донецк), созданный по специальному правительственному распоряжению для детей погибших фронтовиков. В возрасте 15 лет начал самостоятельно трудиться сначала на шахте, потом учеником автослесаря. После армии, где состоялась первая проба пера будущего журналиста, преподавал в 8-летней школе в с. Гребени Сакмарского района, работал заведующим отделом сельского хозяйства и заместителем редактора районной газеты «Ленинец» (Сакмарские вести) в Сакмаре в 1968—1971 годах, а также областной газеты «Южный Урал» в Оренбурге. Успешно окончил без отрыва от производства Оренбургский сельскохозяйственный институт.
В 1971 году переехал в Туркменистан сначала в г. Чарджоу (ныне Туркменабад) на должность заместителя ответственного секретаря редакции областной газеты «Чарджоуская правда», затем в Красноводск (ныне Туркменбаши) ответственным секретарем областной газеты «Знамя труда». Принимал активное участие в создании городской газеты, которая неоднократно меняла своё название — «Красноводский рабочий», «Красноводские вести», «Голос Туркменбаши», в которой проработал главным редактором более десяти лет. Сотрудничал также с международным журналом «Каспий», который выпускается в Англии на русском и английском языках, был внештатным корреспондентом центральной газеты «Известия». Член Союза журналистов СССР, Союза журналистов России, а также Международной организации журналистов (МОЖ).

## Мнение
Он был гением своего дела. С гениями трудно уживаться бездарям и пустышкам. Но мы жили, смеясь над каждым прожитым днем. Мне было легко с ним, потому что Анатолий видел меня и поддерживал в моём творчестве то, что могло дать всходы. Я знаю, что был перед ним с глупостями, как на рентгене — он их прощал. И знал ещё одно — за ним, как за каменной стеной! Потому что он не жалел себя, а был предан делу, которому посвятил свою жизнь.

Я учился у него принимать жизнь философски, порой, с издевкой над ней, над жизнью. Иногда было тяжело самомнению смириться с его оценкой моего творчества. Но Ленский всегда был прав, потому что отдавал всего себя делу. — Владимир Вейс, писатель